# Ô-de-Selle
Ô-de-Selle è un comune di nuova costituzione che dal 1º gennaio 2019 ha accorpato i comuni di Lœuilly, Neuville-lès-Lœuilly e Tilloy-lès-Conty, che ne sono diventati comuni delegati.
Il suo territorio è bagnato dal fiume Selle, affluente della Somme.

## Storia
I comuni di Loeuilly, Neuville-lès-Loeuilly, Nampty e Tilloy-lès-Conty contarono nel 2018 di trovarsi dal 1º gennaio 2019 sotto il regime di nuovo comune al fine di avere un peso maggiore nel seno della comunità dei comuni della Somme del Sud Ovest, ove, uniti, essi avrebbero costituito la quinta collettività per popolazione. Questa fusione avrebbe permesso una mutualità dei mezzi e delle maggiori dotazioni di stato.
Nampty si ritirò in seguito da questo procedimento.
Molti nomi sono stati esaminati per questo nuovo comune: Vy-surSelle, Les Ô-de-Selle, Les Y-de-Selle e Sellevallée.
Dopo la riunione pubblica del 24 ottobre a Loeuilly, i consigli municipali hanno richiesto questa fusione al prefetto il 15 novembre 2018.
Il nuovo comune di Ô-de-Selle fu così creato (senza Nampty) il 1º gennaio 2019 con un decreto del prefetto, e i vecchi comuni sono diventati comuni delegati.